# Iwan Pałamar
Iwan Ionowycz Pałamar (ukr. Іван Іонович Паламар, ros. Иван Ионович Паламар, Iwan Ionowicz Pałamar; ur. 5 października 1961 we Lwowie) – ukraiński piłkarz, grający na pozycji obrońcy, a wcześniej pomocnika.

## Kariera piłkarska

### Kariera klubowa
Wychowanek Szkoły Kultury Fizycznej i Sportu we Lwowie (1974-1978), skąd przyszedł do Karpat Lwów. Po fuzji klubów Karpaty i SKA Lwów w lutym 1982 przeniósł się do Nywy Winnica. W kwietniu 1985 przeszedł do Dynama Kijów. Występował przeważnie w drużynie rezerwowej. W kwietniu 1986 powrócił do Nywy, a po zakończeniu sezonu został piłkarzem Metałurha Zaporoże. Po dwóch sezonach po raz trzeci wrócił do Nywy, w której ukończył karierę piłkarską.

## Życie prywatne
Po zakończeniu kariery piłkarskiej w 1992 roku ukończył kursy księgowe i pracuje na stanowisku głównego księgowego w jednej z winnickich firm do dziś. Mieszka z rodziną w Winnicy.

## Sukcesy i odznaczenia

### Sukcesy klubowe
- mistrz ZSRR: 1985, 1986